# Chiến tranh Donbas
Chiến tranh Donbas là một cuộc xung đột vũ trang ở vùng Donbass của Ukraine. Từ đầu tháng 3 năm 2014, các cuộc biểu tình của các nhóm thân Nga và chống chính phủ đã diễn ra tại các khu vực Donetsk và Luhansk của Ukraine, thường được gọi chung là "Donbass", sau hậu quả của cuộc cách mạng Ukraine 2014 và phong trào Euromaidan. Những cuộc biểu tình này, sau khi Liên bang Nga sáp nhập Crimea (tháng 2 đến tháng 3 năm 2014), và là một phần của một nhóm các cuộc biểu tình ủng hộ Nga đồng thời trên khắp miền nam và miền đông Ukraine, đã leo thang thành một cuộc xung đột vũ trang giữa các lực lượng ly khai Cộng hòa Nhân dân Donetsk và Luhansk tự xưng (lần lượt là DPR và LPR) với chính phủ Ukraine. Tại Cộng hòa Nhân dân Donetsk, từ tháng 5 năm 2014 cho đến khi thay đổi lãnh đạo cao nhất vào tháng 8 năm 2014, một số nhà lãnh đạo hàng đầu là công dân Nga. Theo chính phủ Ukraine, ở đỉnh điểm của cuộc xung đột vào giữa năm 2014, các lực lượng bán quân sự Nga được báo cáo chiếm từ 15% đến 80% số chiến binh.